# Джама (озеро)
Джама — солёное озеро в Яшалтинском районе Республики Калмыкия. Находится в 8 километрах к востоку от села Солёное, севернее озера Царык. Озеро является пересыхающим. Площадь поверхности — до 4,7 км². Озеро имеет овальную форму, вытянуто в субширотном направлении. Максимальная длина — до 4,8 км, ширина — около 1 км
Озеро относится к Манычской озерной группе водоемов реликтового (морского) происхождения. Как и другие озера Манычской группы, озеро Джама имеет реликтовое происхождение, питается за счет выщелачивания слагающих впадину морских отложений поверхностными и грунтовыми водами, к концу лета, как правило, полностью или частично пересыхает.
По данным государственного водного реестра относится к Донскому бассейновому округу
Климат в районе расположения озера: умеренный континентальный. Зима преимущественно облачная, умеренно холодная, относительно многоснежная. Лето тёплое, малооблачное. Для Приманычья характерно устойчивое проявление не только засушливого, но и суховейно-засушливого типа погоды. Средняя температура воздуха весной составляет +7-9 °C, летом +21-24 °C, осенью +7-11 °C, зимой −8-9 °C. Среднегодовая температура около +8-9 °C. Количество осадков колеблется от 300 до 400 мм. Преобладают ветра восточные, юго-восточные, реже западные. Почвы — светло-каштановые солонцеватые и солончаковые и солонцы (автоморфные)